# Efim Tarlapan
Efim Tarlapan (n. 17 mai 1944, Măgurele, Ungheni, Regatul României – d. 8 decembrie 2015) Chișinău a fost un scriitor, poet umorist și satiric din Republica Moldova, epigramist, autor de literatură satirică și cărți pentru copii.

## Biografie
Efim Tarlapan s-a născut pe 17 mai 1944 în satul Măgurele din raionul Ungheni (pe atunci în județul Bălți). A absolvit Universitatea de Stat din Moldova, Facultatea de Filologie, secția de ziaristică (1962-1970), iar mai târziu a urmat cursurile superioare ale Institutului de Literatură „M. Gorki” din Moscova (1985-1987).
A activat în calitate de redactor literar la ziarul „Viața satului”, la postul de radio republican din Moldova, la Editura „Lumina” și săptămânalul „Literatura și arta”

### Autor
Debutul editorial și l-a făcut în anul 1974 cu placheta de versuri umoristice și satirice „Scuzați pentru deranj”.
A scris parodii, fabule, epigrame, rondeluri și aforisme, pe care le-a publicat în volumele: Tatuaje (1977), Revers (1980), Acarnița (1986), Zâmbete cu supliment (1987), Asta-i situația (1989), Cartușiera (1991), Dioptrii pentru ochelarii de cai... (1995), Coloana nătângilor (2001), Deșertul din clepsidră (2005), Zâmbete pentru export (2010), Eseuri tragi-comice (2011), Bezna n-are orizont (2013), Lumina umbrei mele (2013) ș.a.
Printre cărțile pentru copii semnate de el sunt, Lănțișorul cu cheițe (1981), Clape (1985), Termometru (1988), Stați jos, copii! (1990), Bobocelul (1992), Ghicitori și epigrame școlare (1995), Alfabetul – ghicitoare (1999), Un melc la fotbal (2003), A doua pauză de râs (2011), Aerul de-acasă (2013) ș.a.
Este autorul unor antologii de umor românesc și universal, ca: Atlas comic (1982), Buturuga mică (1993), Marea antologie a epigramei românești (2005), Câte-o poantă de căciulă (2007), Cu mâța-n carte (2009), Râsul lumii la români (2010) ș.a.
Pe lângă beletristică a mai scris și un studiu despre Daniel Ciugureanu, fost Prim-ministru al Republicii Democratice Moldovenești, originar din Basarabia și rudă cu Efim Tarlapan, institulat „Daniel Ciugureanu, un prim-ministru al neamului nostru și al neamurilor mele”.

### Laureat, organizator
Efim Tarlapan a fost organizatorul primului Festival Național de Epigrame de la Chișinău. Membru al Uniunii Scriitorilor din Moldova (1976) și al Uniunii Scriitorilor din România (1994). De asemenea, a fost membru de onoare al Uniunii Epigramiștilor din România.
A fost laureat a peste 50 de festivaluri și concursuri de poezie satirico-umoristice din Moldova și România; deținător al mai multor premii și mențiuni literare.
În 1997, împreună cu soția sa, prozatoarea Zinaida Cenușă, a plecat la Cluj, unde a locuit o perioadă, apoi a revenit la Chișinău.
Are o fiica pe nume Otilia și un fiu, Corneliu.

### Titluri onorifice
S-a stins din viață pe 8 decembrie 2015, seara, în urma unui stop cardiac, la vârsta de 71 de ani. Sicriul cu corpul său a fost depus la Catedrala Sfânta Teodora de la Sihla, apoi la sediul Uniunii Scriitorilor, iar pe 11 decembrie Efim Tarlapan a fost înmormântat în Cimitirul Central din Chișinău. La funeralii au fost prezenți scriitori și politicieni de vază.
În anul 1996 lui Efim Tarlapan i-a fost conferit titlul onorific „Maestru al Literaturii”, iar în 2010 Ordinul de Onoare.

## Opera
- A doua pauză de râs…: (ghicitori, poezioare vesele, fabule) / Efim Tarlapan; des.: Diana-Maria Sabău. – Ch.: Labirint, 2011. – 30 p.: il.
- Aerul de-acasă: poezii și ghicitori pentru copii / Efim Tarlapan; il.: Catrin Bespaliuc. – Ch.: Prut, 2013. – 24 p.: il.
- Alfabetul – ghicitoare / Efim Tarlapan; il.: Otilia Tarlapan. – Ch.: Presa, 1999. – 36 p.: il.
- Bobocelul / Efim Tarlapan; il.: Lică Sainciuc. – Ch.: [s. n.], 1992. – 14 p. : il.
- DENS: dicționar enciclopedic satiric / Efim Tarlapan; pict.: Dumitru Trifan. – Ch.: Labirnt, 1994. – 32 p.: il. – (Cartușiera).
- Deșertul din clepsidră: aforisme / Efim Tarlapan; prez. graf.: Otilia Tarlapan. – Ch.: Pontos, 2005. – 95 p. – (Pegasus).
- Dioptrii pentru ochelarii de cai…: compuneri selecte: vechi și noi satire, fabule, miniaturi comice, epigrame, epitafuri, parodii, aforisme / Efim Tarlapan; prez. graf.: Lică Sainciuc. – Ch.: Hyperion, 1995. – 208 p.
- Eseuri tragi-comice / Efim Tarlapan. – Ch.: Labirint, 2011. – 51 p.
- Ghicitori. Epigrame / Efim Tarlapan; pict.: Dumitru Trifan. – Ch.: Labirint, 1995. – 32 p.: il. – (Cartușiera).
- Lănțișorul cu cheițe: poezii și ghicitori / Efim Tarlapan; il.: Iaroslav Oliinâk. – Ch.: Hyperion, 1995. – 64 p.: il.
- Pauza de râs…: ghicitori, poezii, ironii / Efim Tarlapan; cop.: Otilia Tarlapan. – Ch.: Labirint, 2011. – 32 p.
- Stați jos, copii!: lecție de satiră și umor / Efim Tarlapan; il.: Mihai Brunea. – Ch.: Hyperion, 1990. – 96 p.: il.
- Un melc la fotbal / Efim Tarlapan; il.: Violeta Dabija. – Ch.: Prut Internațional, 2003. – 16 p.: il. – (Poezii de seama voastră) (Poezii mici pentru pici-pitici).
- Daniel Ciugureanu, un prim-ministru al neamului nostru și al neamurilor mele / Efim Tarlapan. Front Cover. Labirint, 2010 - Moldova - 40 pp. ISBN: 978-9975-948-22-7
- Zâmbete pentru export = Sorrisi da esportare / Efim Tarlapan; trad. în lb. it.: Tatiana Ciobanu, Liuba Croitoru, Claudia Lupașcu; pref.: George Corbu. – Ch.: Labirint, 2012. – 175 p. – Lb. rom. și it.